# Stenogrammitis myosuroides
Stenogrammitis myosuroides är en stensöteväxtart som först beskrevs av Olof Peter Swartz, och fick sitt nu gällande namn av Paulo Henrique Labiak. Stenogrammitis myosuroides ingår i släktet Stenogrammitis och familjen Polypodiaceae. Inga underarter finns listade.